# Бозон III де Ла Марш
Бозон III (фр. Boson III; умер в 1091) — граф Марша. Сын Адальберта II де Ла Марш и его жены Понции.
Наследовал отцу в 1088 году, до этого несколько лет был его соправителем. Был женат на Алдеардис, происхождение которой не установлено.
Вскоре после вступления на престол начал войну с графами Ангулема. В 1091 году осадил город Конфолан и во время осады был убит.
Детей у Бозона III не было, и его наследницей должна была стать Альмодис, жена Роже Пуатевинца. Однако при поддержке графов Ангулема власть в Марше захватил её дядя Эд (младший сын Бернара I), и только после его смерти в 1098 году графство перешло Альмодис.